# Saint-Aubin-le-Cauf
Saint-Aubin-le-Cauf település Franciaországban, Seine-Maritime megyében. Lakosainak száma 832 fő (2022. január 1.). Saint-Aubin-le-Cauf Arques-la-Bataille, Dampierre-Saint-Nicolas, Martigny, Saint-Germain-d’Étables és Saint-Nicolas-d’Aliermont községekkel határos.

## Népesség
A település népessége az elmúlt években az alábbi módon változott:
| Lakosok száma | 911  | 876  | 853  | 850  | 841  | 838  | 835  | 832  |
|               | 2013 | 2015 | 2017 | 2018 | 2019 | 2020 | 2021 | 2022 |